# Antifaschistischer Rat der Nationalen Befreiung Jugoslawiens

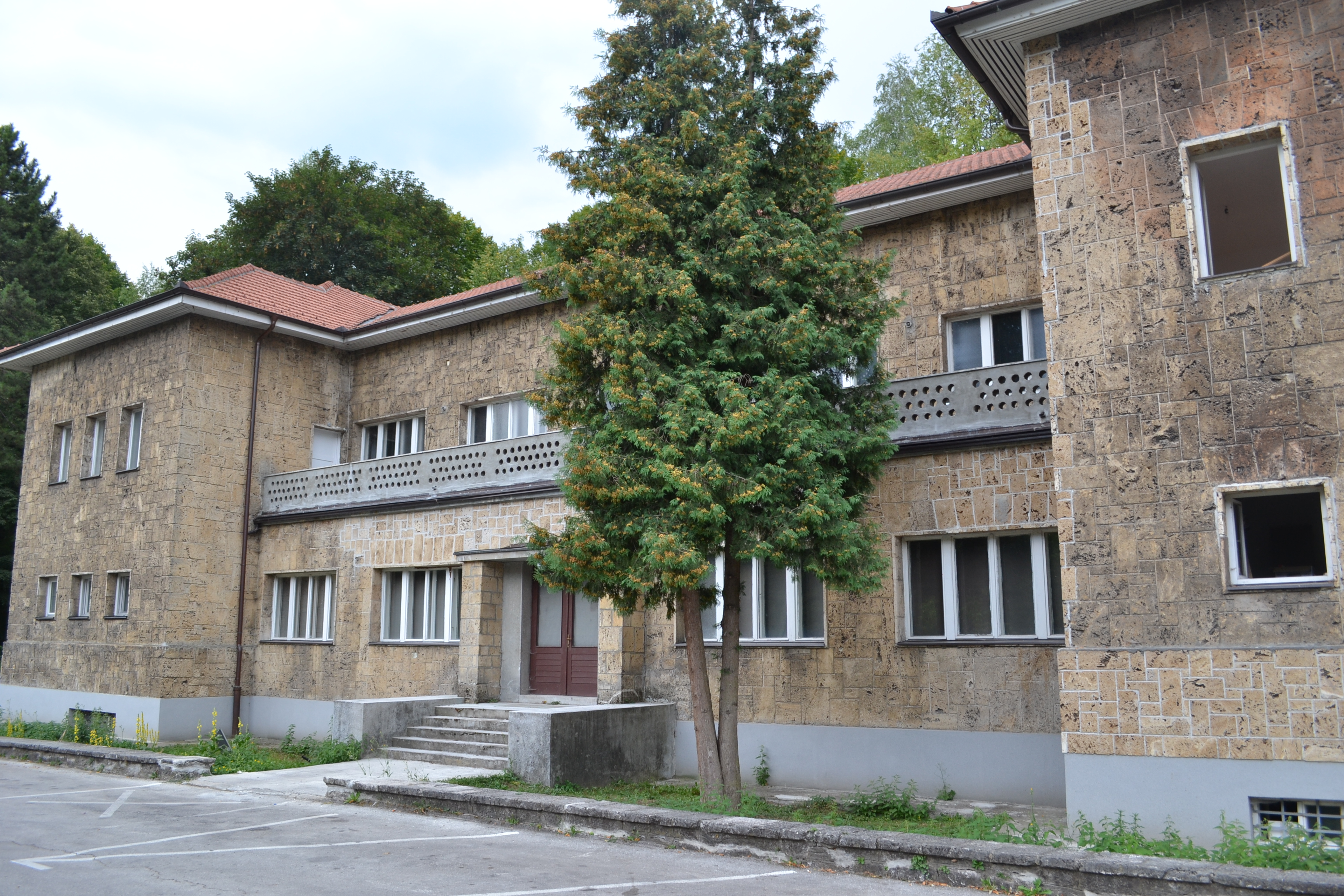
Das Gebäude in Jajce, in dem die zweite AVNOJ-Versammlung stattfand (2012)

Der Antifaschistische Rat der Nationalen Befreiung Jugoslawiens (serbokroatisch Антифашистичко веће народног ослобођења Југославије Antifašističko v(ij)eće narodnog oslobođenja Jugoslavije, slowenisch Antifašistični svet narodne osvoboditve Jugoslavije, mazedonisch Антифашистичко собрание за народно ослободување на Југославија), bekannt unter der Abkürzung AVNOJ, war das legislative und exekutive Führungsgremium der in Jugoslawien während des Zweiten Weltkrieges am Befreiungskampf gegen die italienischen und deutschen Besatzer beteiligten Gruppen und Organisationen. Die staatliche Legitimität des Rates und damit die Gültigkeit seiner Erlasse waren international nicht allgemein anerkannt.

## Geschichte

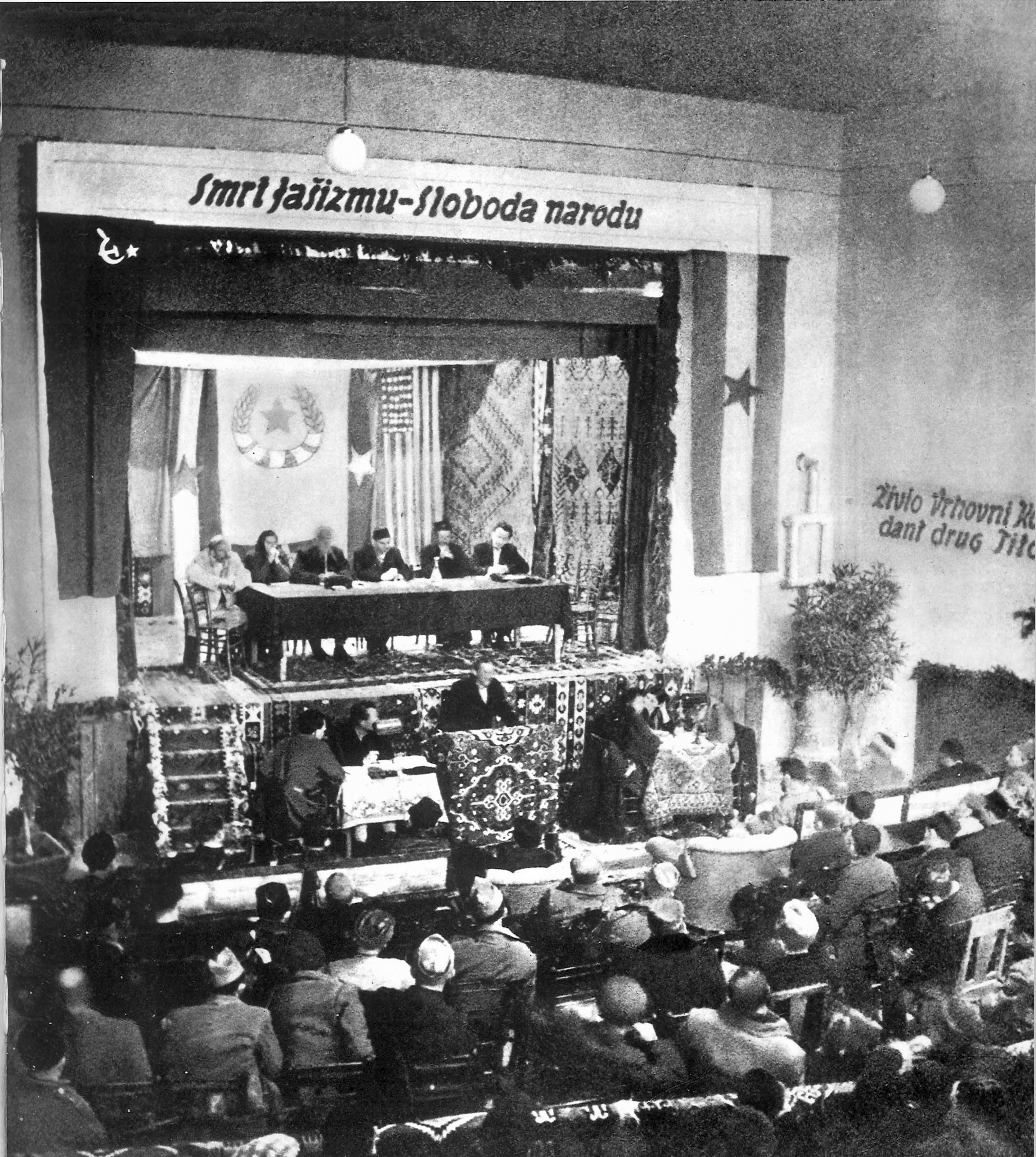
Erste Versammlung des AVNOJ am 26./27. November 1942 in Bihać

Gegründet wurde der AVNOJ auf Titos Aufruf am 26. November 1942 im bosnischen Bihać als selbsternanntes Kriegsparlament und provisorische Kriegsregierung. Tito erklärte die Notwendigkeit damit, dass auf dem Territorium Jugoslawiens außer den Volksbefreiungsausschüssen keine von der Volksbefreiungsbewegung akzeptierte Gewalt existiere. Aus dem Teilnehmerkreis sollte ein Präsidium gewählt werden mit einem Präsidenten, sechs stellvertretenden Präsidenten, zwei Sekretären und mindestens 40 Mitgliedern. Dieses Präsidium sollte zwischen den Sitzungen des Gesamtrates die legislative und exekutive Gewalt innehaben.

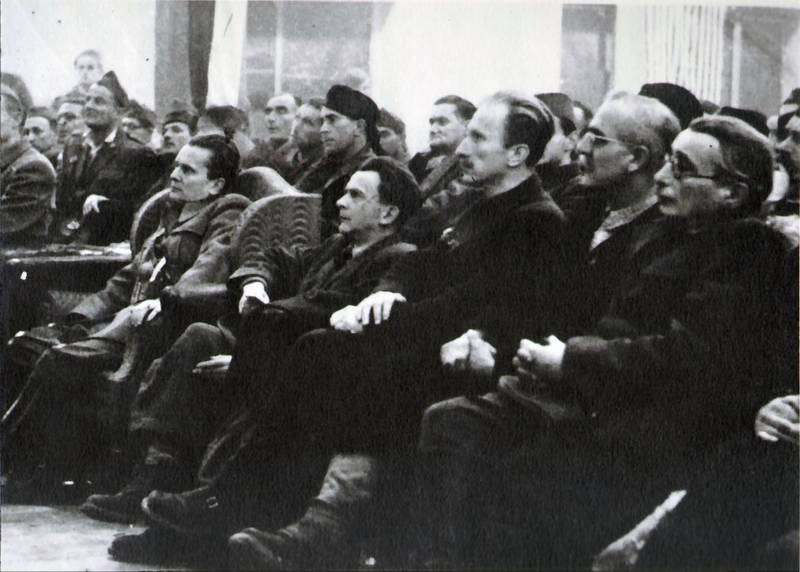
Tito (links) auf der zweiten AVNOJ-Versammlung in Jajce

Während der zweiten Vollversammlung mit 142 Delegierten von 21. bis 29. November 1943 in Jajce wurde das Grundgerüst für den zukünftigen föderativen jugoslawischen Staat gelegt, in dem nach der Befreiung Muslime, Kroaten, Mazedonier, Montenegriner, Serben und Slowenen gleichberechtigt in Teilrepubliken leben. Daraus leiten sich auch die Bedeutung der AVNOJ-Beschlüsse für Jugoslawien und seine Nachfolgestaaten und die Kontinuität in deren Gesetzgebung bis in die jüngste Vergangenheit ab. Zudem wurde der in London tagenden Exilregierung die Anerkennung entzogen und König Peter II. die Rückkehr verboten.
Dem AVNOJ-Präsidium als beschlussfassendem Gremium wurde das „Nationalkomitee zur Befreiung Jugoslawiens“ (serbokroatisch Nacionalni komitet oslobođenja Jugoslavije, kurz NKOJ) mit Josip Broz Tito an der Spitze als Exekutivorgan zur Seite gestellt.

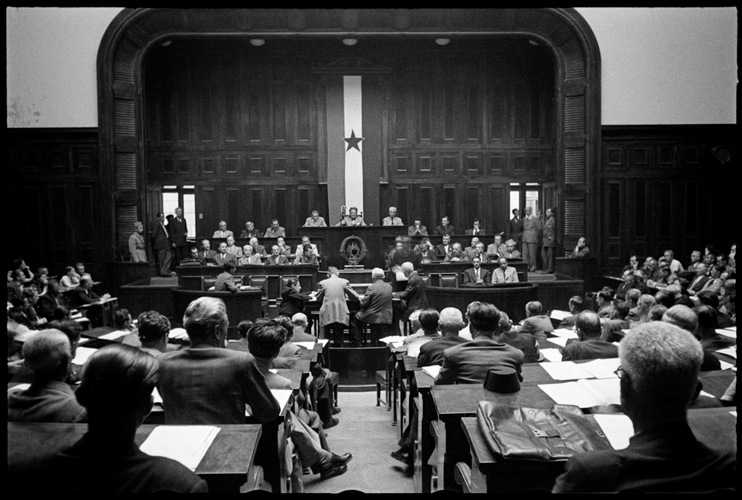
Dritte und letzten Versammlung des AVNOJ-Gesamtrates, August 1945

Bis zur dritten und letzten Versammlung des Gesamtrates vom 7. bis 10. August 1945 in Belgrad verabschiedete das Präsidium eine Reihe von Verfügungen, Erlassen und Bescheiden, die so genannten AVNOJ-Beschlüsse (korrekter Beschlüsse des AVNOJ-Präsidiums).